# 仏坂の戦い
仏坂の戦い（ほとけざかのたたかい）は、元亀3年（1572年）10月22日に、遠江国井伊谷北方の仏坂（現在の静岡県浜松市浜名区引佐町伊平）で発生した、武田信玄と徳川家康との戦い。
武田信玄の西上作戦における戦闘の一つであり、仏坂は遠江国井平を経由して三遠両国を結ぶ旧鳳来寺街道（三信街道などとも）上の峠である。武田方は山県昌景が率いて山家三方衆らが従った。徳川方は井平城城主井平直成、井伊谷三人衆の鈴木氏らが戦った。

## 解説
武田信玄の西上作戦において、山県昌景率いる武田軍別動隊は東三河に進み、柿本城（現在の愛知県新城市下吉田柿本）を攻めた。柿本城主・鈴木重好は抗戦が困難と見て、家康軍と合流するために交渉の末城を明け渡し、遠江国井伊谷北方の井平城に退却した。だが浜松城にいた家康は駿河国に侵攻していた信玄本隊に備えるため、この戦いに援軍を出す余力がなかった。
1572年（元亀3年）10月22日、仏坂の地で山県軍3000から4000人が井平・鈴木軍500と激突、小勢の井平・鈴木方は壊滅。井平直成、鈴木重俊を始め88名が討ち死にした。その後井平城（現在の静岡県浜松市浜名区引佐町伊平）に籠城するが、昌景は井平城を落城させた。井伊谷城城主の井伊直虎も居城を捨て、浜松城に逃れた。昌景は井伊谷の龍潭寺や二宮神社などを焼き払い、二俣城を攻めていた武田信玄の本隊と合流した。
仏坂の戦いで討ち取られた井平・鈴木方の88名の将兵の墓と伝承されている「ふろんぼ様」が現代に残る。家康はこの戦いについて後々まで後悔していたという。『当代記』に「この時、家康公、井平の人、数を打ち果たされ、こと安ずるべき処に、信玄と合戦これ有るべき内存にて、この儀に及ばれざるか。家康公、已来後悔し給う。」とある。